# Mario in čarovnik
Mario in Čarovnik (nemško Mario und der Zauberer) je roman, ki ga je napisal nemški pisatelj Thomas Mann leta 1929.

## Ozadje
Mario in Čarovnik vsebuje najbolj politične vsebine od Mannovih romanov. Mann odkrito kritizira fašizem, kar kasneje postane eden pomembnejših razlogov za njegovo izgnanstvo v Švico. Čarovnik Cipolla je podoben fašističnim vodjam tedanje dobe z uporabo strastnega govora in retorike. Zgodba je bila pisana družbeno aktualno, saj je tedaj tudi Stalin prevzemal oblast v Rusiji. Močan položaj pa je imel tudi Mussolini v Italiji. Konec zgodbe predstavlja močno spremembo Mannovih stališč. Zgodnja mladost je bila posvečena trdni podpori nemškemu cesarju, tu pa jasno izkaže podporo zaupanju v progresivne, demokratične vrednote v Evropi in željo po opustitvi fašističnih vplivov. Pomembno je tudi reči, da je bil "Čarovnik" tudi vzdevek Thomasa Manna v njegovi družini.

## Povzetek
V prvi polovici zgodbe pripovedovalec opisuje potovanje nemškega turista na Torre di Venere v Italiji, ki postane neprijetno za njega in njegovo družino. Pripovedovalec začuti italijanske ljudi kot preveč nacionalistične in nenaklonjene, tudi menja prenočišče, da bi izrazil kritiko. V drugi polovici zgodbo predstavi lik Cipolla, hipnotista in čarovnika v hotelu, ki uporablja svoje mentalne spretnosti v "fašistične" potrebe za nadzor svojega občinstva. Cipolla tako predstavlja oblast, ki obstaja zaradi neracionalnosti občinstva in siceršnjega prebivalstva. Pri svoji predstavi je avtokratski, zlorablja svojo moč, igra se z besedami in ljudmi, nadomešča svoje slabosti z uporabo velikih silnic občinstva, ki mu sledi. Roman se konča z atentatom Cipolla, ubije ga domačin Mario, rojen v Torre di Venere. Lik se imenuje "čebula", kar naj bi bilo smešno. 
Cipolla je v zaključnem prizoru namreč imitator in na nek način seksualni predator. V trans spravi mladega natakarja Maria, ki je pasivno zaljubljen v Silvestro. Cipolla igra Silvestro in dokončno prepriča Maria, naj poljubi svojo izbranko. Pod vplivom hipnoze Mario podleže in tako poljubi Cipolla. Občinstvo prične ploskati. Mario se prebudi in spozna kaj je storil. Vzame pištolo in ustreli čarovnika. Pripovedovalec, ki opazuje prizor skupaj s svojimi otroki, objasni, da je zdaj predstave konec. Smrt čarovnika je po oceni pripovedovalca tudi osvoboditev občinstva, prizna pa, da je tudi sam počuti osvobojen po tej predstavi.